# Topeliuspriset
Topeliuspriset är ett finlandssvenskt publicistpris som instiftats av Svenska folkskolans vänner (SFV) och Finlands svenska publicistförbund, som med detta pris ville lyfta fram Zacharias Topelius betydande journalistiska gärning och premiera dagens journalistik i Svenskfinland.

## Historia
Tidigare hade publicistförbundet sedan 1957 delat ut ett pris under namnet Publicistpriset. Den första utdelningen av Topeliuspriset skedde den 14 januari 1991.
Priset ges för en aktiv pågående journalistisk gärning till en person som visat betydande skicklighet i sitt journalistiska värv, bestående av såväl originalitet, civilkurage som finess. Det journalistiska intresseområdet avgränsas inte utan lämnas öppet för juryns prövning.
Medlemmar i Publicistförbundet har möjlighet att påverka vem som får priset genom att skicka förslag till förbundets ordförande senast den 1 december varje år. Även SFV:s medlemmar kan göra nomineringar till priset. Pristagaren utses av en prisnämnd som består av sex personer. Prisnämndens ordförande och två andra medlemmar utses av SFV och tre av publicistförbundet. SFV:s ordförande verkar som prisnämndens ordförande. Prisnämnden får inte komma med egna förslag till kandidater. Om inte enighet om pristagaren nås i prisnämnden, utdelas inget pris.
Priset utdelas årligen den 14 januari, som är Topelius’ födelsedag. Sedan 2016 är prissumman 7 500 euro (tidigare 5 000 euro).

## Pristagare

### Publicistpriset
- 1957 – Ole Torvalds
- 1958 – Henrik von Bonsdorff
- 1959 – Frank Jernström
- 1961 – Harry Elg
- 1962 – Enzio Sevón
- 1964 – Nils-Börje Stormbom
- 1965 – Benedict Zilliacus
- 1967 – Erik Appel
- 1968 – Kaj Hagman
- 1970 – Juhani Westman
- 1971 – Birger Thölix
- 1972 – Hasse Svensson
- 1973 – Karl Sahlgren
- 1974 – Kerstin Hanf
- 1975 – Meta Torvalds
- 1976 – Pelle Kevin
- 1977 – Tor Högnäs
- 1979 – Anita Höglund och Knud Möller
- 1980 – Eva Nyberg
- 1981 – Gustaf Widén
- 1982 – Nya Åland
- 1983 – Astrid Gartz
- 1984 – Leif Salmén
- 1985 – Stig Kankkonen
- 1986 – Carita Backström
- 1987 – Göran Wallén
- 1988 – Studentbladet
- 1989 – Erik Wahlström
- 1990 – Melita Tulikoura

### Topeliuspriset
- 1991 – Lena Selén
- 1992 – Leif Sjöström
- 1993 – Olga Gustafsson
- 1994 – Mayvor Stagnäs
- 1995 – Peter Lodenius
- 1996 – Henning Ahlskog
- 1997 – Peik Österholm
- 1998 – Olav S. Melin
- 1999 – Mardy Lindqvist
- 2000 – Nils Torvalds
- 2001 – Torbjörn Kevin
- 2002 – Cita Reuter
- 2003 – Anna-Lena Laurén
- 2004 – Kjell Lindroos
- 2005 – Sven Strandén
- 2006 – Kerstin Kronvall
- 2007 – Jan Granberg och Ann-Kristin Schevelew
- 2008 – Jonas Jungar
- 2009 – Staffan Bruun
- 2010 – Camilla Berggren
- 2011 – Viveca Dahl
- 2012 – Minna Knus-Galán
- 2013 – Annika Orre
- 2014 – Jessica Stolzmann
- 2015 – Marcus Rosenlund
- 2016 – Henrik Othman
- 2017 – Jeanette Björkqvist
- 2018 – Marko Hietikko[2]
- 2019 – Annvi Gardberg[3]
- 2020 – Wilhelm Kvist[4]
- 2021 – Liselott Lindström[5]
- 2022 – Peter Buchert[6]
- 2023 – Sofie Stara[7]
- 2024 – Janne Wass[8]
- 2025 – Tomas Jansson[9]